# Communauté de communes Quercy-Bouriane
La communauté de communes Quercy-Bouriane est une communauté de communes française, située dans le département du Lot et la région Occitanie.

## Historique
La communauté de communes est créée le 31 décembre 1996 avec 7 communes membres : Concorès, Lamothe-Cassel, Montamel, Peyrilles, Saint-Germain-du-Bel-Air, Soucirac, Uzech.
Le 31 décembre 2002, elle s'agrandit avec 7 nouvelles communes, Gourdon, Payrignac, Saint-Chamarand, Saint-Cirq-Madelon, Saint-Cirq-Souillaguet, Saint-Clair, Saint-Projet, ce qui fait un total 14 communes membres.
Le 31 décembre 2012, Anglars-Nozac, Fajoles, Milhac, Rouffilhac, Ussel, Le Vigan rejoignent la CCQB à la suite de la dissolution de la communauté de communes Haute Bouriane, portant à 20 le nombre de communes membres.

## Territoire communautaire

### Géographie
La communauté de communes Quercy Bouriane s'inscrit dans un bassin de vie d'environ 20 000 habitants dont elle polarise les activités et les services autour d'un pôle urbain principal, Gourdon et deux pôles secondaires Le Vigan-en-Quercy et Saint-Germain-du-Bel-Air.

### Composition
La communauté de communes est composée des 20 communes suivantes :

| Nom                      | Code Insee | Gentilé            | Superficie (km2) | Population (dernière pop. légale) | Densité (hab./km2) |
| ------------------------ | ---------- | ------------------ | ---------------- | --------------------------------- | ------------------ |
| Gourdon (siège)          | 46127      | Gourdonnais        | 45,56            | 4 080 (2022)                      | 90                 |
| Anglars-Nozac            | 46006      | Nozacois           | 9,83             | 397 (2022)                        | 40                 |
| Concorès                 | 46072      | Concorésiens       | 19               | 303 (2022)                        | 16                 |
| Fajoles                  | 46098      | Fajolais           | 8,98             | 313 (2022)                        | 35                 |
| Lamothe-Cassel           | 46151      | Motacasselois      | 11,35            | 113 (2022)                        | 10                 |
| Milhac                   | 46194      | Milhacois          | 5,42             | 199 (2022)                        | 37                 |
| Montamel                 | 46196      | Montamelois        | 9,61             | 91 (2022)                         | 9,5                |
| Payrignac                | 46216      | Payrignacois       | 21,64            | 654 (2022)                        | 30                 |
| Peyrilles                | 46219      | Peyrillais         | 28,41            | 346 (2022)                        | 12                 |
| Rouffilhac               | 46241      | Rouffilhacois      | 6,5              | 196 (2022)                        | 30                 |
| Saint-Chamarand          | 46253      | Saint-Chamarandais | 13,09            | 186 (2022)                        | 14                 |
| Saint-Cirq-Madelon       | 46257      | Saint-Cyriens      | 7,49             | 154 (2022)                        | 21                 |
| Saint-Cirq-Souillaguet   | 46258      | Saint-Cirguettois  | 8,54             | 172 (2022)                        | 20                 |
| Saint-Clair              | 46259      | Saint-Clairois     | 11               | 141 (2022)                        | 13                 |
| Saint-Germain-du-Bel-Air | 46267      | Saint-Germanais    | 21,47            | 604 (2022)                        | 28                 |
| Saint-Projet             | 46290      | Saint-Projetois    | 15,83            | 354 (2022)                        | 22                 |
| Soucirac                 | 46308      | Souciracois        | 11,31            | 103 (2022)                        | 9,1                |
| Ussel                    | 46323      | Usselais           | 6,74             | 96 (2022)                         | 14                 |
| Uzech                    | 46324      | Uzéchais           | 12,21            | 201 (2022)                        | 16                 |
| Le Vigan-en-Quercy       | 46334      | Vigannais          | 34,4             | 1 544 (2022)                      | 45                 |

### Démographie
| 1968  | 1975  | 1982  | 1990  | 1999   | 2010   | 2015   | 2021   |
| ----- | ----- | ----- | ----- | ------ | ------ | ------ | ------ |
| 9 734 | 9 241 | 9 488 | 9 524 | 10 061 | 10 552 | 10 521 | 10 047 |

## Administration

### Siège
Le siège de la communauté de communes est situé à Gourdon.

### Les élus
Le conseil communautaire de la CC Quercy-Bouriane se compose de 41 conseillers représentant chacune des communes membres et élus pour une durée de six ans.
Ils sont répartis comme suit :
| Nombre de conseillers | Communes                            |
| --------------------- | ----------------------------------- |
| 15                    | Gourdon                             |
| 6                     | Le Vigan-en-Quercy                  |
| 2                     | Payrignac, Saint-Germain-du-Bel-Air |
| 1 (+ 1 suppléant)     | les 14 autres communes              |

### Présidence
| Période                                  | Période    | Identité            | Étiquette | Qualité                                                                                           |
| ---------------------------------------- | ---------- | ------------------- | --------- | ------------------------------------------------------------------------------------------------- |
| janvier 1997                             | avril 2014 | Danielle Deviers    | PS        | Maire d'Uzech (2001-2020), conseillère générale du canton de Saint-Germain-du-Bel-Air (1992-2015) |
| 16 avril 2014                            | juin 2020  | Marie-Odile Delcamp | LREM      | Maire de Gourdon (2014-2020)                                                                      |
| 8 juin 2020                              | En cours   | Jean-Marie Courtin  |           | Maire de Gourdon (depuis 2020)                                                                    |
| Les données manquantes sont à compléter. |            |                     |           |                                                                                                   |

### Compétences
Modification des compétences par arrêté en date du 18 mars 2019.

### Régime fiscal et budget
Le régime fiscal de la communauté de communes est la fiscalité professionnelle unique (FPU).

## Projets et réalisations

### Projets
- Réhabilitation de la Piscine Intercommunale de Gourdon
- Requalification de l'entrée de ville à Gourdon

### Réalisations
- Construction de la Maison communautaire de Gourdon
- Rénovation de la Bibliothèque Intercommunale de Gourdon
- Construction d'un Centre d'Art Potier - L'Oulerie - à Uzech-les-Oules
- Aménagement de l'espace muséal du Piage sur la commune de Fajoles
- Requalification de la traverse du bourg et des espaces publics à Uzech-les-Oules
- Requalification de la traverse du bourg et des espaces publics à Concorès
- Déménagement de Office Intercommunal de Tourisme sur le tour de ville de Gourdon
- Transformation de l'ancienne école de Peyrilles en Relais découverte du Dégagnazès
- Création et aménagement d'un Hôtel d'Entreprises à Payrignac
- Aménagement d'un Pôle Numérique sur le tour de ville de Gourdon
- Construction d'une la salle multisport au Le Vigan-en-Quercy